# Fuerzas Terrestres de Ucrania
Las Fuerzas Terrestres de Ucrania  constituyen la rama terrestre de las Fuerzas Armadas de Ucrania, responsables de la defensa del país en el ámbito terrestre. Se encargan de planificar, organizar y ejecutar operaciones militares en tierra, así como de proteger la integridad territorial, la soberanía y los intereses nacionales de Ucrania. Conforman el componente más numeroso y diverso del sistema de defensa ucraniano, y están integradas por distintas formaciones como brigadas de infantería mecanizada, unidades blindadas, artillería, tropas de defensa antiaérea, fuerzas especiales, ingenieros militares, unidades logísticas y estructuras de mando y control.
Las Fuerzas Terrestres de Ucrania fueron establecidas oficialmente tras la independencia del país en 1996, a partir de la redistribución de unidades del antiguo Ejército Soviético estacionadas en territorio ucraniano. A lo largo de su historia, han atravesado varios procesos de reorganización, profesionalización y modernización, con el objetivo de adaptarse a los estándares de defensa modernos y reducir la dependencia de estructuras heredadas de la era soviética. La transformación se aceleró especialmente a partir de 2014, cuando estalló el conflicto en el este del país tras la anexión de Crimea por parte de Rusia y el inicio de la guerra en el Donbás, donde las fuerzas terrestres desempeñaron un papel fundamental en las operaciones defensivas y de estabilización.
Desde febrero de 2022, con el inicio de la invasión rusa a gran escala, las Fuerzas Terrestres han estado en el centro de la resistencia militar ucraniana. Combatiendo en múltiples frentes a lo largo del país y adaptándose a un conflicto de alta intensidad; han llevado a cabo operaciones defensivas, contraofensivas, liberación de territorios ocupados y tareas de protección de infraestructuras críticas, en estrecha coordinación con otras ramas de las Fuerzas Armadas. Durante esta etapa, han recibido apoyo internacional en forma de armamento, formación y cooperación técnica, lo que ha contribuido significativamente a su capacidad operativa.
Actualmente, las Fuerzas Terrestres de Ucrania se encuentran en un proceso continuo de evolución, incorporando nuevas doctrinas tácticas, tecnologías occidentales y estructuras organizativas más ágiles, con el objetivo de aumentar su eficacia en un entorno bélico complejo y cambiante. Su rol sigue siendo esencial en el mantenimiento de la seguridad nacional y en la proyección de la defensa ucraniana frente a las amenazas externas.

## Historia

### Formación
Antes de la disolución de la Unión Soviética en 1991, el territorio que hoy constituye Ucrania fue escenario de múltiples intentos de establecer estados independientes, cada uno de los cuales formó sus propias estructuras militares. Entre estos esfuerzos, destacó la República Popular de Ucrania, considerada el intento más relevante de crear un estado ucraniano moderno en el periodo posterior a la Revolución rusa en 1917. Esta república, que atravesó tres etapas políticas distintas, organizó el Ejército Popular de Ucrania, una de las primeras fuerzas armadas ucranianas formales, estructurada en torno a los principios de soberanía nacional y autodeterminación frente al dominio del Imperio ruso y, más tarde, del poder soviético. Simultáneamente, en el contexto de la desintegración de los imperios centrales tras la Primera Guerra Mundial, surgieron otras entidades estatales efímeras con sus propios cuerpos armados. Entre ellas se incluyen la República Nacional de Ucrania Occidental, que estableció el Ejército ucraniano de Galitzia. Estas formaciones militares se diferenciaban tanto en su estructura como en su doctrina y uniformes, reflejando las particularidades regionales, las condiciones políticas del momento y la pluralidad del movimiento nacionalista ucraniano.
Durante la Segunda Guerra Mundial, emergió un nuevo actor militar relevante, el Ejército Insurgente Ucraniano (UPA), brazo armado de la Organización de Nacionalistas Ucranianos. Fundado en 1942, el UPA llevó a cabo una campaña armada tanto contra las tropas de ocupación alemanas como contra el Ejército Rojo, con el objetivo de lograr la independencia de Ucrania. Aunque su actuación ha sido objeto de debate debido a su participación en episodios de violencia interétnica y enfrentamientos con diversas facciones, una parte significativa de la sociedad ucraniana contemporánea lo considera un símbolo de resistencia nacional frente a ocupaciones extranjeras.

### Colapso de la URSS
Durante la década de 1990, tras la proclamación de independencia de Ucrania el 24 de agosto de 1991, se inició el complejo proceso de creación de las fuerzas terrestres de Ucrania. Estas se formaron a partir de las numerosas unidades del grupo de fuerzas del suroeste del Ejército Soviético, que estaban desplegadas en el territorio ucraniano y que incluían una significativa cantidad de efectivos, armamento pesado, infraestructura militar y recursos logísticos. En aquel momento, Ucrania heredó aproximadamente 700 000 soldados, lo que la convirtió en una de las mayores potencias militares de Europa en términos numéricos. Además del personal, el país recibió más de 6 000 tanques, 7 000 vehículos blindados, unos 1 500 sistemas de artillería y un considerable número de bases militares, depósitos y centros de entrenamiento. También se encontraba en su territorio una importante cantidad de armas nucleares tácticas y estratégicas, las cuales serían eliminadas progresivamente tras la firma del Memorándum de Budapest en 1994, en el que Ucrania aceptó deshacerse de su arsenal nuclear a cambio de garantías de seguridad por parte de potencias como Rusia, Estados Unidos y el Reino Unido.
Pese a la magnitud del material heredado, el nuevo Estado ucraniano se enfrentó a enormes dificultades para organizar unas fuerzas armadas funcionales y sostenibles. Las Fuerzas Terrestres, como rama más numerosa, sufrieron los efectos de la profunda crisis económica de la posindependencia, lo que se tradujo en una falta de financiación, deterioro del equipamiento, dificultades para mantener la operatividad de las unidades y una moral generalmente baja entre los soldados. Además, el proceso de transición desde una doctrina militar soviética, altamente centralizada, orientada a la guerra convencional y dependiente de Moscú, hacia una estructura nacional propia resultó lento y plagado de obstáculos. Muchos altos mandos militares provenían de la antigua jerarquía soviética, lo que generó tensiones entre el legado soviético y las aspiraciones de independencia política y militar.

## Ramas

Comandos operativos
Comando Militar Especial de Crimea
Comando Operativo Norte
Comando Operativo Sur
Comando Operativo Oeste
Comando Operativo Este

### Comandos operativos
| Comando | Comando                 |
| ------- | ----------------------- |
|         | Comando Operativo Norte |
|         | Comando Operativo Sur   |
|         | Comando Operativo Este  |
|         | Comando Operativo Oeste |

Los comandos operativos son subdivisiones regionales del mando militar de las fuerzas terrestres, responsables de la planificación, coordinación y conducción de operaciones militares dentro de áreas geográficas específicas del país. Estas estructuras desempeñan un papel fundamental en la organización del sistema de defensa territorial y en la ejecución de operaciones tanto en tiempos de paz como en situaciones de conflicto armado. Actualmente, existen cuatro principales comandos operativos distribuidos según la orientación cardinal del territorio: Norte (Північ), Sur (Південь), Este (Схід) y Oeste (Захід). Cada uno de estos comandos agrupa varias brigadas, batallones y unidades de apoyo, integrando también elementos de reserva, defensa territorial, artillería, inteligencia, logística, comunicaciones y fuerzas especiales. Su función es asegurar una respuesta rápida y coordinada ante amenazas regionales, gestionar el entrenamiento y preparación de las tropas bajo su jurisdicción, y ejecutar operaciones tácticas u operacionales de acuerdo con los objetivos definidos por el Estado Mayor General.
En síntesis, los comandos operativos constituyen el núcleo regional del mando militar ucraniano, permitiendo una gestión más eficiente y descentralizada de los recursos militares y garantizando la defensa organizada del país en distintas direcciones estratégicas.

### Inteligencia militar
| Batallones | Batallones                                              |
| ---------- | ------------------------------------------------------- |
|            | 54.º Batallón Independiente de Reconocimiento           |
|            | 74.º Batallón Independiente de Reconocimiento           |
|            | 129.º Batallón Independiente de Reconocimiento          |
|            | 130.º Batallón Independiente de Reconocimiento          |
|            | 131.º Batallón Independiente de Reconocimiento          |
|            | 150.º Batallón Independiente de Reconocimiento y Ataque |

Las tropas de inteligencia constituyen un componente esencial del sistema de mando y control de las unidades terrestres, encargadas de obtener información táctica y operativa en el campo de batalla, apoyar las decisiones del mando militar y facilitar la superioridad situacional frente al enemigo. Estas tropas están integradas dentro de brigadas, batallones y formaciones especiales, y operan tanto en misiones independientes como en apoyo directo a otras unidades de combate.
Las funciones principales de estas tropas incluyen:
- Reconocimiento terrestre cercano y profundo, a través de patrullas avanzadas o infiltración en territorio enemigo.
- Observación de movimientos enemigos, identificando posiciones, efectivos, armamento y rutas logísticas.
- Intercepción de comunicaciones y señales electromagnéticas en el nivel táctico.
- Obtención de inteligencia humana mediante contacto con la población local o prisioneros.
- Apoyo a las fuerzas de artillería mediante designación de objetivos y corrección de fuego.
- Coordinación con drones y medios de vigilancia aérea para ampliar el alcance de las operaciones de inteligencia.

### Tropas Mecanizadas, Tropas de Tanques e Infantería de Montaña

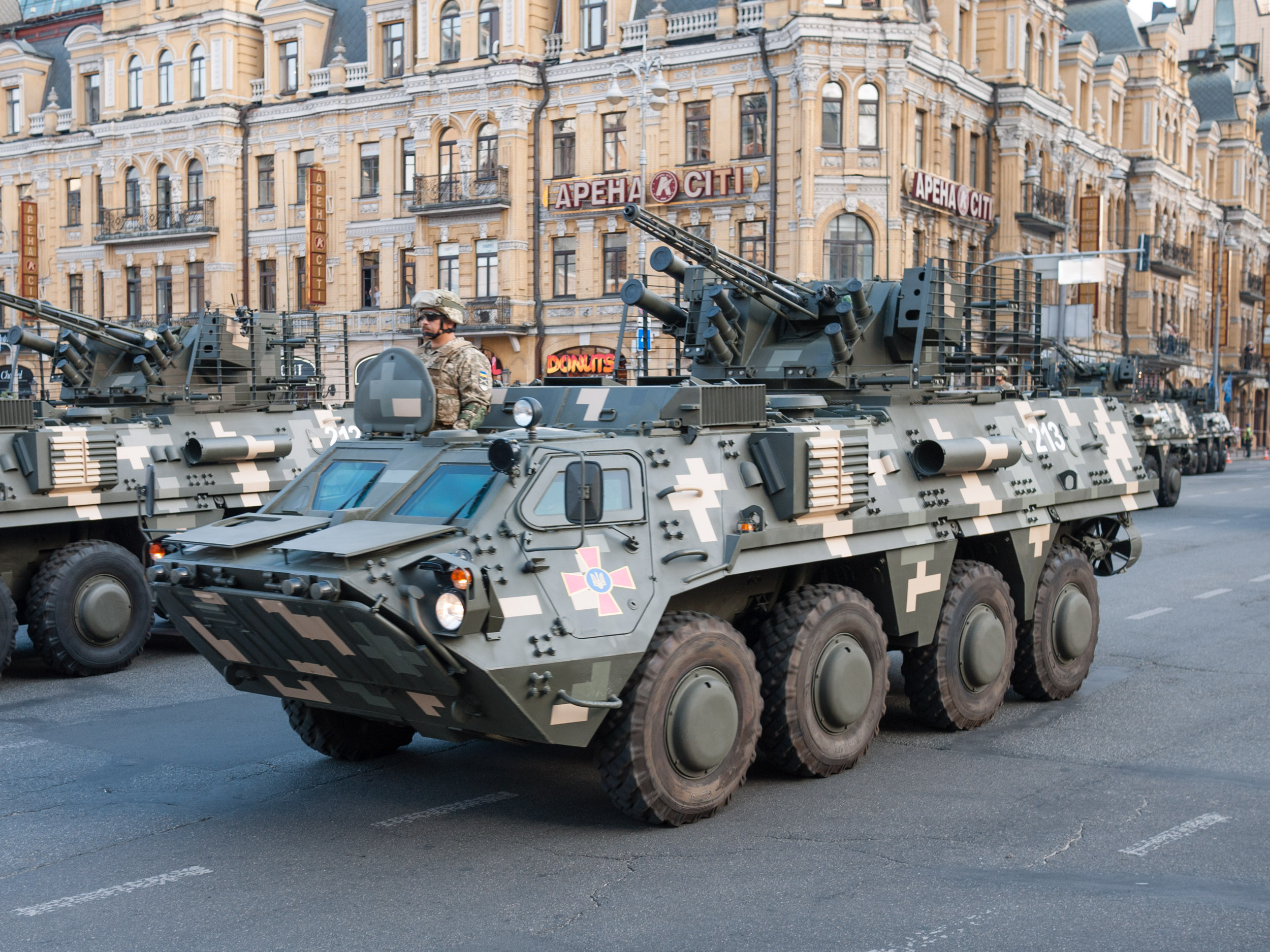
BTR-4E

Desde 2025 la estructura de las Fuerzas Terrestres de Ucrania está atravesando una transición a un sistema de cuerpos y regimientos, dejando obsoleto el sistema de brigadas y batallones independientes, cuando esta transición se haya completado.
| Brigadas y Cuerpos      | Brigadas y Cuerpos                                  | Brigadas y Cuerpos                                                   |
| Cuerpos                 | Cuerpos                                             | Cuerpos                                                              |
| ----------------------- | --------------------------------------------------- | -------------------------------------------------------------------- |

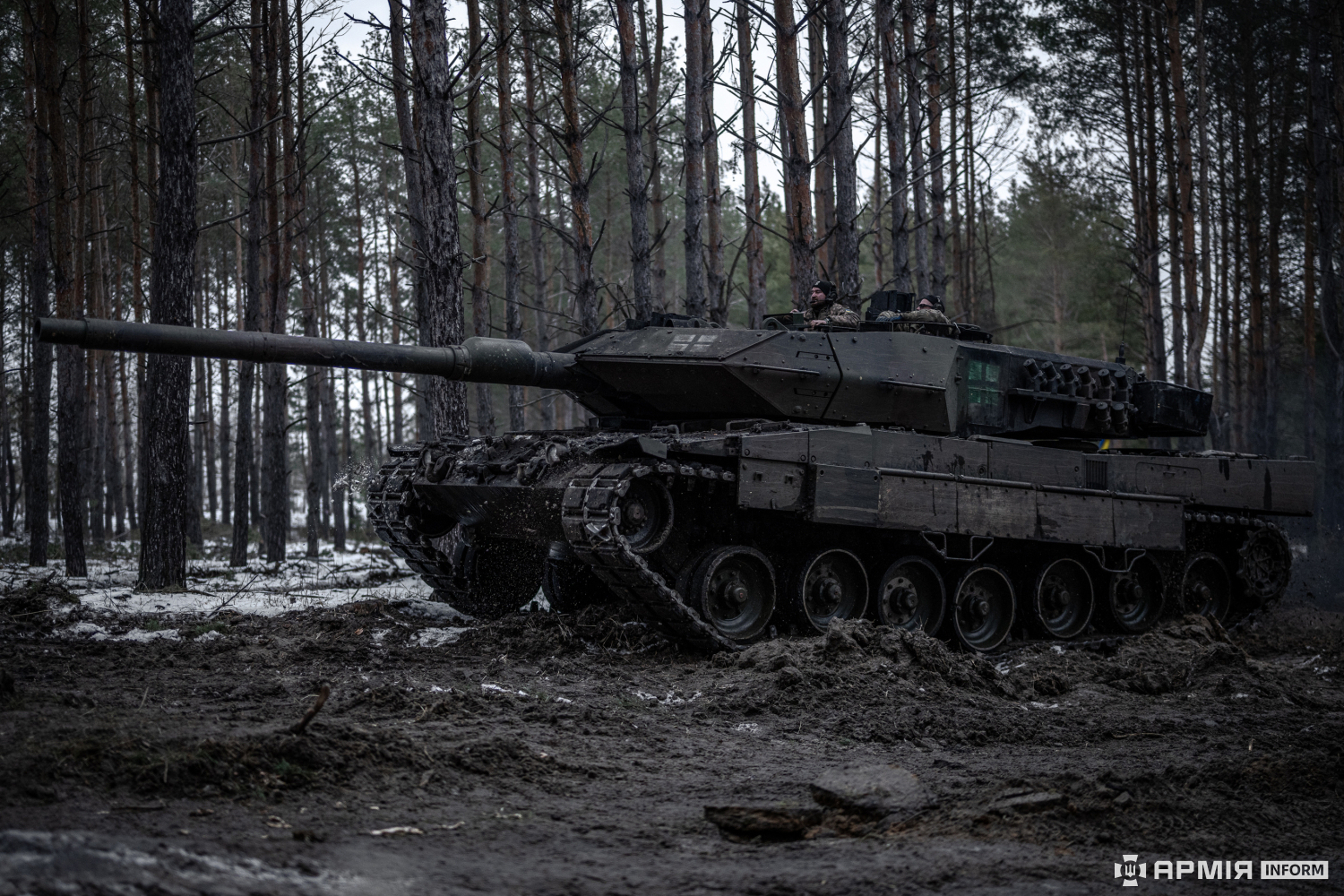
Leopard 2A6

|                         | 3.er Cuerpo de Ejército                             | - 3.ª Brigada Independiente de Asalto - Brigada Independiente de SNP |
|                         | 9.° Cuerpo de Ejército                              |                                                                      |
|                         | 10.° Cuerpo de Ejército                             |                                                                      |
|                         | 11.° Cuerpo de Ejército                             |                                                                      |
|                         | 12.° Cuerpo de Ejército                             |                                                                      |
|                         | 19.° Cuerpo de Ejército                             |                                                                      |
| Brigadas Independientes |                                                     |                                                                      |
|                         | 1.ª Brigada Independiente de Operaciones Especiales |                                                                      |
|                         | 1.ª Brigada Acorazada Independiente                 |                                                                      |
|                         | 3.ª Brigada Acorazada Independiente                 |                                                                      |
|                         | 4.ª Brigada Acorazada Independiente                 |                                                                      |
|                         | 5.ª Brigada de Asalto Independiente                 |                                                                      |
|                         | 5.ª Brigada Mecanizada Pesada Independiente         |                                                                      |
|                         | 10.ª Brigada de Asalto de Montaña Independiente     |                                                                      |
|                         | 11.ª Brigada Motorizada Independiente               |                                                                      |
|                         | 13.ª Brigada de Cazadores Independiente             |                                                                      |
|                         | 14.ª Brigada Mecanizada Independiente               |                                                                      |
|                         | 17.ª Brigada Mecanizada Pesada Independiente        |                                                                      |
|                         | 21.ª Brigada Mecanizada Independiente               |                                                                      |
|                         | 22.ª Brigada Mecanizada Independiente               |                                                                      |
|                         | 23.ª Brigada Mecanizada Independiente               |                                                                      |
|                         | 24.ª Brigada Mecanizada Independiente               |                                                                      |
|                         | 28.ª Brigada Mecanizada Independiente               |                                                                      |
|                         | 30.ª Brigada Mecanizada Independiente               |                                                                      |
|                         | 31.ª Brigada Mecanizada Independiente               |                                                                      |
|                         | 32.ª Brigada Mecanizada Independiente               |                                                                      |
|                         | 33.ª Brigada Mecanizada Independiente               |                                                                      |
|                         | 41.ª Brigada Mecanizada Independiente               |                                                                      |
|                         | 42.ª Brigada Mecanizada Independiente               |                                                                      |
|                         | 43.ª Brigada Mecanizada Independiente               |                                                                      |
|                         | 44.ª Brigada Mecanizada Independiente               |                                                                      |
|                         | 47.ª Brigada Mecanizada Independiente               |                                                                      |
|                         | 53.ª Brigada Mecanizada Independiente               |                                                                      |
|                         | 54.ª Brigada Mecanizada Independiente               |                                                                      |
|                         | 56.ª Brigada Motorizada Independiente               |                                                                      |
|                         | 57.ª Brigada Motorizada Independiente               |                                                                      |
|                         | 58.ª Brigada Motorizada Independiente               |                                                                      |
|                         | 60.ª Brigada Mecanizada Independiente               |                                                                      |
|                         | 61.ª Brigada Mecanizada Independiente               |                                                                      |
|                         | 63.ª Brigada Mecanizada Independiente               |                                                                      |
|                         | 65.ª Brigada Mecanizada Independiente               |                                                                      |
|                         | 66.ª Brigada Mecanizada Independiente               |                                                                      |
|                         | 67.ª Brigada Mecanizada Independiente               |                                                                      |
|                         | 68.ª Brigada de Cazadores Independiente             |                                                                      |
|                         | 72.ª Brigada Mecanizada Independiente               |                                                                      |
|                         | 88.ª Brigada Mecanizada Independiente               |                                                                      |
|                         | 92.ª Brigada de Asalto Independiente                |                                                                      |
|                         | 93.ª Brigada Mecanizada Independiente               |                                                                      |
|                         | 110.ª Brigada Mecanizada Independiente              |                                                                      |
|                         | 115.ª Brigada Mecanizada Independiente              |                                                                      |
|                         | 116.ª Brigada Mecanizada Independiente              |                                                                      |
|                         | 117.ª Brigada Mecanizada Pesada Independiente       |                                                                      |
|                         | 118.ª Brigada Mecanizada Independiente              |                                                                      |
|                         | 128.ª Brigada de Asalto de Montaña Independiente    |                                                                      |
|                         | Centro de Entrenamiento N.º 169                     |                                                                      |

| Batallones y Regimientos | Batallones y Regimientos                 |
| Regimientos              | Regimientos                              |
| ------------------------ | ---------------------------------------- |
|                          | 33.° Regimiento de Asalto Independiente  |
|                          | 210.° Regimiento de Asalto Independiente |
|                          | 225.° Regimiento de Asalto Independiente |
|                          | 354.° Regimiento de Enseñanza Mecanizado |
|                          | 355.° Regimiento de Enseñanza Mecanizado |
|                          | 425.° Regimiento de Asalto Independiente |
| Batallones               |                                          |
|                          | 1.er Batallón de Asalto Independiente    |
|                          | 2.º Batallón de Fusileros Independiente  |
|                          | 3.er Batallón Mecanizado Independiente   |
|                          | 4.º Batallón de Fusileros Independiente  |
|                          | 6.º Batallón de Fusileros Independiente  |

Las tropas mecanizadas, tropas de tanques e infantería de montaña son tres ramas especializadas dentro de las Fuerzas Terrestres de Ucrania, cada una con funciones y capacidades específicas adaptadas a distintos tipos de combate y entornos operativos. 
Las tropas mecanizadas forman la columna vertebral de las Fuerzas Terrestres. Están compuestas por unidades de infantería equipadas con vehículos blindados de transporte (como los BTR o BMP), que les permiten una alta movilidad, protección frente a fuego enemigo y capacidad para participar en combate combinado junto con tanques, artillería y apoyo aéreo. Son aptas tanto para operaciones ofensivas como defensivas, y son esenciales en enfrentamientos en terrenos mixtos o urbanos.
Las tropas de tanques, también llamadas fuerzas blindadas, están integradas por unidades que operan carros de combate pesados, como los T-64, T-72 o Leopard 2. Estas tropas tienen la mayor potencia de fuego y blindaje entre las fuerzas terrestres, y su función principal es romper las líneas enemigas, apoyar a la infantería en el avance o defensa, y realizar maniobras de contraataque. Actúan en estrecha coordinación con las tropas mecanizadas y otros elementos del ejército.
La infantería de montaña es una rama especializada entrenada para combatir en terrenos montañosos, difíciles y de acceso limitado para vehículos pesados. Estas tropas reciben formación específica en escalada, operaciones de alta altitud, supervivencia y combate en condiciones climáticas extremas. Operan con armamento ligero y equipos adaptados al entorno, y suelen actuar en formaciones más pequeñas, ágiles y autónomas. Además de su uso en áreas montañosas, también se emplean en operaciones especiales y como unidades de élite en otras zonas complicadas.

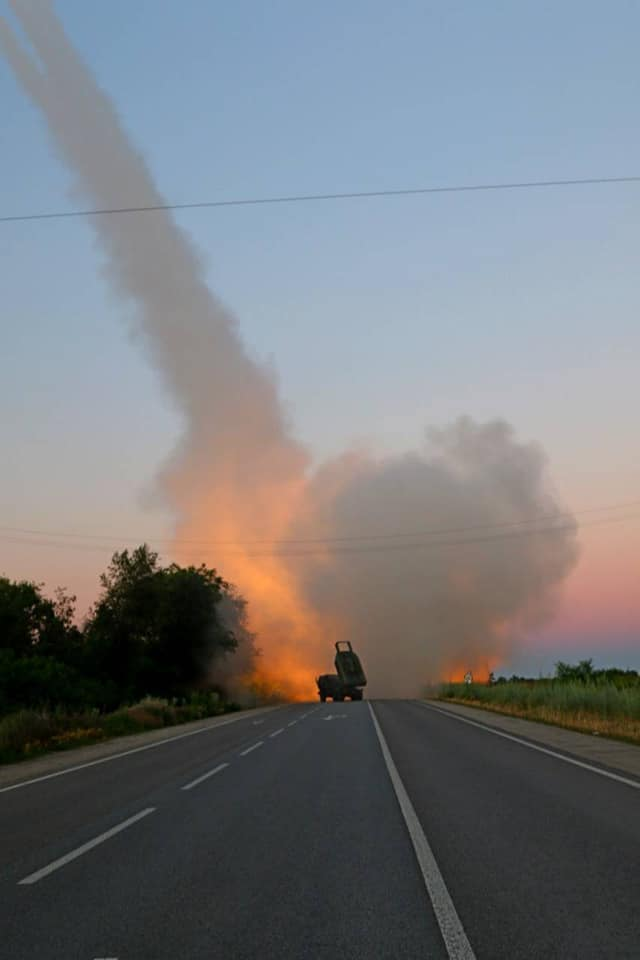
HIMARS lanzando misiles

### Fuerzas de misiles y artillería
|  | Brigadas                                                   |
|  | ---------------------------------------------------------- |
|  | 15.ª Brigada Independiente de Reconocimiento de Artillería |
|  | 19.ª Brigada de Misiles                                    |
|  | 26.ª Brigada de Artillería                                 |
|  | 27.ª Brigada de Artillería de Cohetes                      |
|  | 38.ª Brigada Independiente de Artillería                   |
|  | 40.ª Brigada Independiente de Artillería                   |
|  | 43.ª Brigada Independiente de Artillería                   |
|  | 44.ª Brigada Independiente de Artillería                   |
|  | 45.ª Brigada Independiente de Artillería                   |
|  | 47.ª Brigada Independiente de Artillería                   |
|  | 55.ª Brigada Independiente de Artillería                   |
|  | 107.ª Brigada de Artillería de Cohetes                     |

Las Fuerzas de Misiles y Artillería constituyen una rama clave del ejército, responsable del apoyo de fuego a larga distancia, la destrucción de objetivos estratégicos y el respaldo directo a operaciones ofensivas y defensivas. Su misión principal es neutralizar concentraciones de tropas, blindados, fortificaciones, sistemas de artillería y logística enemigas mediante el uso de artillería remolcada y autopropulsada, lanzacohetes múltiples (como los BM-21 Grad, HIMARS o M270) y sistemas de misiles tácticos. Estas fuerzas actúan tanto de forma independiente como en apoyo coordinado con brigadas mecanizadas, de infantería o acorazadas, siendo esenciales en la guerra moderna de maniobra y en conflictos de alta intensidad como el que enfrenta Ucrania desde 2022. Actualmente, se encuentran en proceso de modernización hacia estándares OTAN, lo que incluye la integración de sistemas de precisión, mayor movilidad táctica y coordinación con inteligencia y reconocimiento en tiempo real.

### Aviación del ejercito
| Brigadas | Brigadas                                            |
| -------- | --------------------------------------------------- |
|          | 11.ª Brigada Independiente de Aviación del Ejército |
|          | 12.ª Brigada Independiente de Aviación del Ejército |
|          | 16.ª Brigada Independiente de Aviación del Ejército |
|          | 18.ª Brigada Independiente de Aviación del Ejército |

La Aviación del Ejército de Ucrania es una rama de las fuerzas terrestres encargada de proporcionar apoyo aéreo táctico a las unidades en tierra, mediante el uso de helicópteros de transporte, ataque, evacuación médica y reconocimiento. Opera principalmente con aeronaves como el Mi-8, Mi-24 y Mi-2, realizando misiones clave como inserción de tropas, apoyo de fuego cercano, evacuaciones y logística en condiciones de combate. Desde 2022, ha jugado un papel crucial en operaciones rápidas y de alto riesgo, enfrentando amenazas antiaéreas y colaborando estrechamente con fuerzas especiales y unidades mecanizadas. Está en proceso de modernización para adaptarse a estándares OTAN y mejorar su capacidad operativa.

### Tropas de Defensa Antiaérea
| Regimientos | Regimientos                                           |
| ----------- | ----------------------------------------------------- |
|             | 38.º Regimiento de Misiles Antiaéreos                 |
|             | 39.º Regimiento de Misiles Antiaéreos                 |
|             | 1020.º Regimiento Independiente de Misiles Antiaéreos |
|             | 1039.º Regimiento de Misiles Antiaéreos               |
|             | 1129.º Regimiento de Misiles Antiaéreos               |

Es la rama de las fuerzas terrestres encargada de proteger a las unidades militares, instalaciones estratégicas, posiciones logísticas y formaciones en movimiento frente a amenazas aéreas. Estas tropas están equipadas con una variedad de sistemas de defensa antiaérea de corto y medio alcance, tanto de origen soviético, como los 9K33 Osa, Strela-10, ZSU-23-4 Shilka y Buk, como modernos sistemas suministrados por socios occidentales. Su estructura combina lanzadores móviles, radares de vigilancia, centros de mando y unidades de artillería antiaérea, operando en coordinación con las fuerzas aéreas y otros componentes de la defensa aérea integrada nacional. En el contexto de la invasión rusa a gran escala iniciada en 2022, estas tropas han desempeñado un papel crucial en la defensa de las tropas en el frente y la protección de ciudades, instalaciones energéticas y vías de suministro contra misiles de crucero, drones kamikaze y ataques aéreos, adaptándose constantemente a nuevas amenazas mediante el uso de sensores modernos y tácticas de combate en red.